# Рада безпеки Японії

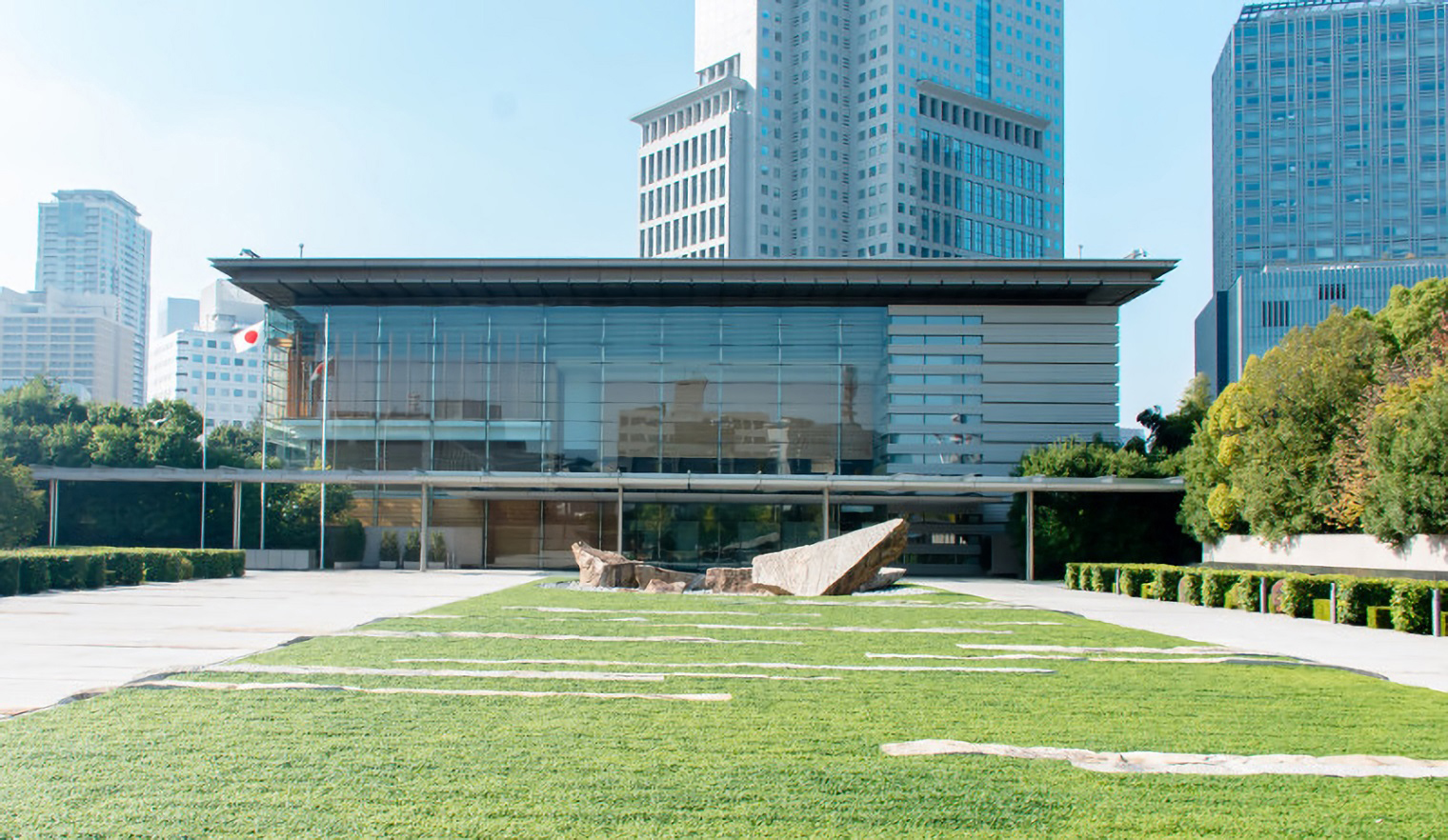
Резиденція прем'єр-міністра, місце проведення нарад Ради безпеки Японії.

Рада безпеки (яп. 安全保障会議, あんぜんほしょうかいぎ, адзен хосьо кайґі; англ. Security Council) — центральний орган виконавчої влади Японії, складова Кабінету Міністрів.

## Історія
Заснована 1986 року на основі Ради оборони (яп. 国防会議).

## Керівництво
Очолюється Головою ради безпеки — Прем'єр-міністром Японії. 

## Склад
Складається з міністрів закордонних справ, фінансів, загальних справ, транспорту, економіки і промисловості, оборони, генерального секретаря і голови Комітету державної безпеки.

## Діяльність
Займається визначенням курсу і захистом державної безпекою Японії, розробляє план дій під час надзвичайних ситуацій.